# ケブ・モ

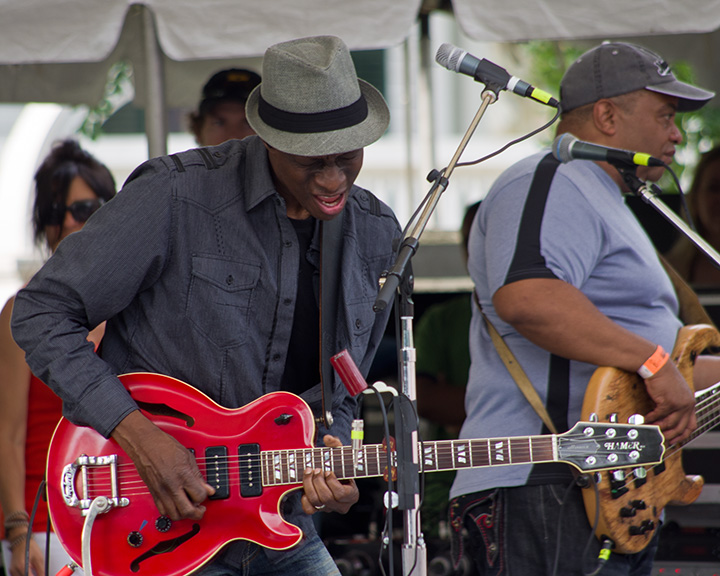
2011年のケブ・モ

ケブ・モ（Keb' Mo'、1951年10月3日 - ）は、アメリカ合衆国のブルース・ミュージシャン、シンガーソングライター、ギター奏者・作曲家。本名はケヴィン・ルーズベルト・ムーア（Kevin Roosevelt Moore）。

## キャリア
ケブ・モは当初、カリプソ・バンドでスティールパンを演奏していた。やがてジェファーソン・エアプレインのヴァイオリンを担当していたパパ・ジョン・クリーチと知り合う。それがきっかけで、ケブ・モは音楽業界へと本格的に足を踏み入れることになった。
テネシー州ナッシュビル在住。妻はロビー・ブルックス・ムーア。グラミー賞を3回受賞し、「デルタ・ブルース」の末裔とされる。

## ディスコグラフィ

### アルバム
- 『レインメーカー』 - Rainmaker (1980年) ※ケヴィン・ムーア名義
- 『ケヴ・モ』 - Keb' Mo' (1994年) ※ケブ・モとしてのデビュー・アルバム
- 『ジャスト・ライク・ユー』 - Just Like You (1996年)
- 『スロー・ダウン』 - Slow Down (1998年)
- 『ザ・ドアー』 - The Door (2000年)
- Sessions at West 54th: Recorded Live in New York (2000年) ※1997年ライブ録音
- Big Wide Grin (2001年)
- 『マーティン・スコセッシのブルース』 - Martin Scorsese Presents the Blues: Keb' Mo' (2003年) ※コンピレーション
- 『キープ・イット・シンプル』 - Keep It Simple (2004年)
- Peace... Back by Popular Demand (2004年)
- Suitcase (2006年)
- Live and Mo' (2009年) ※ライブ6曲、スタジオ録音新曲4曲収録
- The Reflection (2011年)
- BLUESAmericana (2014年)
- Keb' Mo' Live – That Hot Pink Blues Album (2016年) ※ライブ
- TajMo (2017年) ※with タジ・マハール
- Oklahoma (2019年)
- Moonlight, Mistletoe & You (2019年)
- Good to Be... (2022年)